# Legione dei mostri
Legione dei mostri (Legion of Monsters) è il nome di diverse squadre di supereroi immaginarie che appaiono nei fumetti statunitensi pubblicati dalla Marvel Comics.

## Storia editoriale
La Legione dei Mostri è apparsa per la prima volta sui fumetti Marvel Comics in Marvel Premiere n. 28 (febbraio 1976) ed è stata creata da Bill Mantlo, Frank Robbins e Steve Gan.
Non correlato al team, The Legion of Monsters è stato anche usato come nome-ombrello per due serie, The Legion of Monsters n. 1 (settembre 1975) e Marvel Preview n. 8 (settembre 1976), entrambe contenenti più storie con protagonisti alcuni personaggi horror della Marvel.

## Storia del gruppo

### Legione dei mostri (1976)
La prima versione della Legione dei Mostri fu riunita per caso per indagare sull'apparizione di uno strano essere chiamato Starseed. Anche se l'essere era benevolo, Morbius, il Vampiro Vivente e Licantropus furono sopraffatti dalla loro fame e lo attaccarono. Intervenne Ghost Rider intervenne, poiché Starseed non riusciva a superare la propria paura dell'Uomo Cosa e veniva bruciato dal suo potere. Starseed tentò di curare i membri della Legione dalle loro forme mostruose, ma era troppo debole e morì pochi minuti dopo. Stanca di combattere e delusa dalle proprie azioni, la squadra si divise, anche se a malapena riconosceva di essere stato un team in primo luogo.

### Legione dei mostri (2010)
Una nuova versione della Legione dei mostri è formata da Morbius il vampiro vivente, Licantropus e l'Uomo Cosa, affiancati da N'Kantu, la Mummia Vivente e Manphibian. Si uniscono per proteggere i mostri dalle Forze Speciali di Cacciatori di Mostri e inviano i mostri nei tunnel dei Morlock fino alla Metropoli dei mostri. La loro prima apparizione avviene quando i Moloidi che lavorano per l'Uomo Cosa trovano le parti decapitate del Punitore (che è stato fatto a pezzi da Daken, figlio di Wolverine) e Morbius lo riassembla come FrankenCastle. Il Punitore si unisce alla Legione dei mostri per aiutare a proteggere la Metropoli dei mostri dalle Forze Speciali dove FrankenCastle ne combatte il capo, Robert Hellsgaard.
Licantropus e N'Kantu la Mummia vivente tentano di catturare l'Uomo Dimensionale reo di essersi nutrito della forza vitale di altri mostri, prima di essere raggiunti da Morbius il vampiro vivente e Manphibian, con cui uniscono le forze per catturarlo. Elsa Bloodstone viene teletrasportata alla Metropoli dopo aver inseguito un mostro che uccideva adolescenti. Quando Morbius scopre che il mostro è morto, Elsa viene arrestata e tenuta in custodia mentre il vampiro esegue un'autopsia sul corpo del mostro; in seguito viene rivelato che è stato effettivamente corrotto da energie malvagie che hanno avuto origine all'interno di Morbius stesso.
In seguito, la Legione dei Mostri aiuta Hulk Rosso a sconfiggere i mostri in preda al panico nel momento in cui Hulk Rosso si è recato nella Metropoli dei Mostri con l'aiuto di Dottor Strange, Hulk Rosso e la Legione dei mostri scoprono che lo spettro che ha perseguitato Hulk Rosso è il lato malvagio folle di Doc Samson (indicato come Samson Oscuro) che non è trapassato nell'aldilà. Usando un dispositivo di cattura dei fantasmi, Hulk Rosso e la Legione dei mostri sono in grado di distruggere lo spettro del Samson Oscuro strappando a metà il suo spirito. Hulk Rosso e la Legione dei mostri fanno un brindisi per onorare Doc Samson.

## I membri

### Legione dei mostri (1976)
- Ghost Rider (Capo)

- L'Uomo Cosa
- Morbius, il vampiro vivente
- Licantropus

### Legione dei mostri (2010)
- Morbius, il vampiro vivente (Capo)
- Licantropus
- Elsa Bloodstone
- Frankenstein
- FrankenCastle - Una versione Frankenstein del Punitore
- Manphibian
- L'Uomo Cosa
- N'Kantu, Mummia vivente
- Satana
- Shiklah
- Simon Garth, lo Zombie

## Altri media
- La Legione dei mostri fa un cameo in Marvel vs. Capcom 3: Fate of Two Worlds durante il finale del personaggio di Jill Valentine. La Legione dei Mostri fa un'imboscata a Blade e Jill, il che costringe i due a collaborare per combatterli.
- Tre membri della Legione dei Mostri (Morbius, la Mummia vivente e la Mano) appaiono in LEGO Marvel Super Heroes 2.